# Прославе процесија великих структура на раменима
Прославе процесија великих структура на раменима (итал . Rete delle grandi macchine a spalla) су католичке прославе које се одржавају широм Италије, али посебно у четири историјска градска средишта: у Ноли, Палми, Сасари и  Витербу.

## Четири градска средишта
| слика | назив                                      | време и место одржавања                    | опис |
| ----- | ------------------------------------------ | ------------------------------------------ | --- |
|       | Varia di Palmi                             | Последња недеља августa, Палми             | Varia di Palmi је средишња процесија структура на раменима у Кантабрији у част Госпе од Свете Посланице, заштитнице града. Varia (dijalekt za „lijes”) је огромна конструкција која представља свемир и Узнесење у небо Девице Марије; има висину од 16 метара и у процесији је носи на раменима 200 Mbuttaturi (носача), дан пре процесије Госпе од Посланице с реликвијом Светог скалпа (коса Девице Марије). |
|       | Macchina di Santa Rosa (Торањ св. Розе)    | вече 3. септембар, Витербо                 | Macchina di Santa Rosa је торањ осветљен бакњама и електричним светиљкама од лаких метала и савремених материјала као што су стаклопластика (пре неколико година су заменили конструкцију од гвожђа, дрва и папир-машеа), висок око 30 метара и тежине 5 тона. Структуру у процесији на раменима носи стотину људи познатих као Facchini Santa Rosa на удаљености од тек нешто више од километар кроз улице и тргове средишта града. Процесија симболично обележава пренос тела Свете Розе, који се догодио у Витербу 1258. године по налогу папе Александра IV, из цркве Santa Maria Poggio до црквеSanta Maria delle Rose (сада светиште Свете Розеs). |
|       | Festa dei Gigli (Фестивал св. Паулина)     | Четвртак пре и недеља после 22. јуна, Нола | Festa dei Gigli слави повратак у град Светог Паулина Пониција Меропиа из заробљеништва у рукама барбара, који се догодио у првој половини 5. века. Легенда каже да је град поздравио повратак бискупа љиљанима, те се због тога у спомен на тај догађај у Ноли одржавају поворке пирамидалних конструкција (cataletti) у облику љиљана украшених свећама које на раменима носе сами грађани, уз много песме и музике. |
|       | Faradda di li candareri (Силазак свећњака) | Вече пред празник Велике Госпе, Сасари     | Састоји се од плесне поворке великих симболичних дрвених стубова који се с висином сужавају као "свећнаци" (sasarski: candareri), који се одржава уз Corso Vittorio Emanuele II до Porta San Antonio i Francesco Vico са завршетком код цркве Santa Maria di Betlem. Процесију прати Festha mana ("велика забава") која према традицији призилази из завета Девици Марији каја је спасила град од куге. |

Као израз италијанске културе, ове процесије су уписане на Унескову листу нематеријалне светске баштине у Европи . Координација и подела задатака у организацији заједничког пројекта је основни део прослава које повезују заједнице, јачају самопоштовање, сарадњу и заједништво. Дијалог међу носачима које повезују ове прославе је такође дело развоја мреже сарадње. Прославе захтевају учешће бројних музичара и певача, као и армије мајстора који производе конструкције, ритуалну одећу и предмете. Фестивалске заједнице се ослањају на неформални пренос ових знања и техника како би сваке године поново правили конструкције. Процес који помаже у одржавању и јачању културног идентитета заједнице.